# Scottish Premier League 2001/02
Die Scottish Premier League wurde 2001/02 zum vierten Mal ausgetragen. Es war zudem die 105. Austragung der höchsten Fußball-Spielklasse innerhalb der Scottish Football League, in welcher der Schottische Meister ermittelt wurde. In der Saison 2001/02 traten 12 Vereine in insgesamt 38 Spieltagen gegeneinander an. Jedes Team spielte jeweils einmal zu Hause und auswärts gegen jedes andere Team in der 1. Runde. Danach wurde die Liga auf zwei Hälften geteilt, in denen die Mannschaften noch einmal gegeneinander spielen. Bei Punktgleichheit zählte die Tordifferenz.
Celtic Glasgow gewann zum insgesamt 38. Mal in der Vereinsgeschichte die schottische Meisterschaft. Die Bhoys qualifizierten sich als Meister für die Champions League Saison-2002/03. Der Pokalsieger Glasgow Rangers sowie der Dritt- und Viertplatzierte FC Livingston und FC Aberdeen qualifizierten sich für den UEFA-Pokal. Der FC St. Johnstone stieg am Saisonende in die First Division ab. Mit 29 Treffern wurde Henrik Larsson von Celtic Glasgow Torschützenkönig.

## 1. Runde

### Tabelle
| Pl. | Verein                   | Sp. | S  | U  | N  | Tore    | Diff. | Punkte |
| --- | ------------------------ | --- | -- | -- | -- | ------- | ----- | ------ |
| 1.  | Celtic Glasgow (M, P, L) | 33  | 29 | 3  | 1  | 078:150 | +63   | 90     |
| 2.  | Glasgow Rangers          | 33  | 23 | 8  | 2  | 075:230 | +52   | 77     |
| 3.  | FC Aberdeen              | 33  | 15 | 6  | 12 | 046:430 | +3    | 51     |
| 4.  | FC Livingston (N)        | 33  | 13 | 10 | 10 | 040:350 | +5    | 49     |
| 5.  | Dunfermline Athletic     | 33  | 12 | 7  | 14 | 039:520 | −13   | 43     |
| 6.  | Heart of Midlothian      | 33  | 12 | 6  | 15 | 044:460 | −2    | 42     |
| 7.  | FC Kilmarnock            | 33  | 11 | 9  | 13 | 037:460 | −9    | 42     |
| 8.  | FC Dundee                | 33  | 10 | 7  | 16 | 035:500 | −15   | 37     |
| 9.  | Dundee United            | 33  | 9  | 8  | 16 | 032:560 | −24   | 35     |
| 10. | Hibernian Edinburgh      | 33  | 8  | 10 | 15 | 043:510 | −8    | 34     |
| 11. | FC Motherwell            | 33  | 9  | 6  | 18 | 042:610 | −19   | 33     |
| 12. | FC St. Johnstone         | 33  | 5  | 4  | 24 | 023:560 | −33   | 19     |

Platzierungskriterien: 1. Punkte – 2. Tordifferenz – 3. geschossene Tore

| Saison 2000/01 |

| Zum Saisonende 2000/01 |                                   |
| (M)                    | Meister des Vorjahres             |
| (P)                    | Pokalsieger des Vorjahres         |
| (L)                    | Ligapokalsieger des Vorjahres     |
| (N)                    | Aufsteiger aus der First Division |

## 2. Runde

### Meisterschafts-Play-offs
| Pl. | Verein                   | Sp. | S  | U  | N  | Tore    | Diff. | Punkte |
| --- | ------------------------ | --- | -- | -- | -- | ------- | ----- | ------ |
| 1.  | Celtic Glasgow (M, P, L) | 38  | 33 | 4  | 1  | 094:180 | +76   | 103    |
| 2.  | Glasgow Rangers          | 38  | 25 | 10 | 3  | 082:270 | +55   | 85     |
| 3.  | FC Livingston (N)        | 38  | 16 | 10 | 12 | 050:470 | +3    | 58     |
| 4.  | FC Aberdeen              | 38  | 16 | 8  | 14 | 052:490 | +3    | 56     |
| 5.  | Heart of Midlothian      | 38  | 14 | 6  | 18 | 052:570 | −5    | 48     |
| 6.  | Dunfermline Athletic     | 38  | 11 | 10 | 17 | 041:650 | −24   | 43     |

| Saison 2001/02 |

| Zum Saisonende 2000/01 |                                   |
| (M)                    | Meister des Vorjahres             |
| (P)                    | Pokalsieger des Vorjahres         |
| (L)                    | Ligapokalsieger des Vorjahres     |
| (N)                    | Aufsteiger aus der First Division |

### Abstiegs-Play-offs
| Pl. | Verein              | Sp. | S  | U  | N  | Tore    | Diff. | Punkte |
| --- | ------------------- | --- | -- | -- | -- | ------- | ----- | ------ |
| 7.  | FC Kilmarnock       | 38  | 13 | 10 | 15 | 044:540 | −10   | 49     |
| 8.  | Dundee United       | 38  | 12 | 10 | 16 | 038:590 | −21   | 46     |
| 9.  | FC Dundee           | 38  | 12 | 8  | 18 | 041:550 | −14   | 44     |
| 10. | Hibernian Edinburgh | 38  | 10 | 11 | 17 | 051:560 | −5    | 41     |
| 11. | FC Motherwell       | 38  | 11 | 7  | 20 | 049:690 | −20   | 40     |
| 12. | FC St. Johnstone    | 38  | 5  | 6  | 27 | 024:620 | −38   | 21     |

| Saison 2001/02 |

## Auszeichnungen während der Saison
| Monat          | Trainer des Monats                      | Spieler des Monats                   |
| -------------- | --------------------------------------- | ------------------------------------ |
| August 2001    | Martin O’Neill (Celtic Glasgow)         | Marvin Andrews (FC Livingston)       |
| September 2001 | Jim Leishman (FC Livingston)            | Stilijan Petrow (Celtic Glasgow)     |
| Oktober 2001   | Dick Advocaat (Glasgow Rangers)         | Gavin Rae (FC Dundee)                |
| November 2001  | Jim Leishman (FC Livingston)            | Rab Douglas (Celtic Glasgow)         |
| Dezember 2002  | Craig Levein (Heart of Midlothian)      | Ricardo Fuller (Heart of Midlothian) |
| Januar 2002    | Alex Smith (Dundee United)              | Lorenzo Amoruso (Glasgow Rangers)    |
| Februar 2002   | Alex McLeish (Glasgow Rangers)          | Barry Ferguson (Glasgow Rangers)     |
| März 2002      | Jimmy Calderwood (Dunfermline Athletic) | Garry O’Connor (Hibernian Edinburgh) |
| April 2002     | Martin O’Neill (Celtic Glasgow)         | John Hartson (Celtic Glasgow)        |

## Die Meistermannschaft von Celtic Glasgow
(Berücksichtigt wurden Spieler mit mindestens einem Einsatz; in Klammern sind die Einsätze und Tore angegeben)
| 1. | Celtic Glasgow |
|    | - Tor: Rab Douglas (35/0), Dmitri Charin (3/0), Jonathan Gould (1/0) - Abwehr: Dianbobo Baldé (22/2), Tommy Boyd (9/0), Stephen Crainey (15/0), John Kennedy (1/0), Jackie McNamara (20/0), Johan Mjällby (35/3), Olivier Tébily (11/0), Joos Valgaeren (20/2), - Mittelfeld: Didier Agathe (20/1), Steve Guppy (16/0), Colin Healy (4/0), Paul Lambert (34/5), Neil Lennon (33/1), Ľubomír Moravčík (23/6), Bobby Petta (18/0), Stilijan Petrow (28/6), Jamie Smith (11/1), Mohammed Sylla (9/1), Alan Thompson (25/6), Morten Wieghorst (3/0) - Angriff: John Hartson (31/19), Henrik Larsson (33/29), Simon Lynch (1/2), Shaun Maloney (16/5), Chris Sutton (18/4) - Trainer: Martin O’Neill |